# 甯子寧
甯子寧（?—?），西夏将领，党项人。
甯子寧在西夏官至枢密都招讨使。夏神宗光定九年（1219年）二月，金朝左都监赤盏石喜率军攻打西夏。他奉命到四川联合南宋，请兵夹击金朝。光定十年（1220年）正月，宋军失约，没有出兵，他再写信督责宋朝援助。九月，他和嵬名公辅率军二十万攻打金朝巩州，和担任行元帅府事的赤盏石喜作战，战争失利，退守南冈，再败，副将刘押甲玉被擒。于是派人到四川再次催促宋军，宋朝利州副都统程信率军分路前来，在巩州城下会师，夏宋联军攻城失败，从安远砦退军，又被赤盏石喜击败，伤亡很大。